# BMW 319/1
BMW 319/1 — спортивна модель з кузовом родстер німецької компанії Bayerische Motoren Werke AG 1935–1936 років.
230 машин спортивної моделі BMW 315/1 успішно використовувались у змаганнях, внаслідок чого у компанії BMW вирішили також брати участь у міжнародних спортивних змаганнях класу 2,0 літрів задля збільшення престижу компанії. Для цього було розроблено новий 6-циліндровий рядний мотор об'ємом 1911 см³ потужність 55 к.с. (40 кВт) при 4000 об/хв. Мотор отримав три карбюратори Solex 26 BFRH. Мотор встановили 1935 на шасі моделі 315/1 з кузовом родстер, присвоївши їй позначення BMW 319/1. Загалом випустили 178 машин, що могли розвивати швидкість 135 км/год. Їх продавали за 5800 марок.
На шасі BMW 319/1 було встановлено декілька екстравагантних кузовів типу кабріолет, купе фірм Людвіга Вайнберга з Мюнхена, Ердманн і Россі з Берліна, Драуз з Гайльбронн.
З мотором потужністю меншою на 10 к.с. будували серію автомашин BMW 319.